# Probono Fernsehproduktion
Die probono Fernsehproduktion GmbH ist eine unabhängige inhabergeführte Film- und Fernsehproduktion mit Sitz in Köln (Hauptstandort) und Berlin.

## Geschichte
1996 gründeten Alfred Biolek (pro GmbH) und Friedrich Küppersbusch die probono Fernsehproduktion GmbH. Mit dem Rückkauf der pro-Anteile blieb die probono Fernsehproduktion GmbH eigenständig. 2011 stieg Anja Görner als zusätzliche Geschäftsführerin ein. Sie war zur Gründung der probono 1996 als Projektleiterin ins Unternehmen gekommen.

## Auszeichnungen (Auswahl)
- 2000: Hanns-Joachim-Friedrichs-Preis für Maischberger (n-tv) mit Sandra Maischberger[2]
- 2000: Deutscher Fernsehpreis für Maischberger (n-tv) mit Sandra Maischberger als „Beste Informationssendung“[3]
- 2001: Bayerischer Fernsehpreis  für Maischberger (n-tv) mit Sandra Maischberger
- 2002: Ernst-Schneider-Preis für Maischberger (n-tv) mit Sandra Maischberger
- 2002: Goldene Kamera in der Kategorie Fernsehjournalismus für Maischberger (n-tv) mit Sandra Maischberger
- 2009: Deutscher Fernsehpreis in der Kategorie „Beste Comedy“ für TV-Helden (RTL) mit Caroline Korneli, Jan Böhmermann und Pierre M. Krause[4]
- 2018: Deutschen Fernsehpreis in der Kategorie „Nachwuchs“ für Klamroths Konter (n-tv)[5]
- 2020: Grimme-Preis in der Kategorie „Unterhaltung“[6] für Chez Krömer (rbb) mit Kurt Krömer zusammen mit Torsten Sträter

## Produktionen (Auswahl)

### Talk-Shows und Magazine
- Chez Krömer – Talk-Show mit Kurt Krömer, rbb (September 2019 bis Dezember 2022)[7]
- Klamroths Konter – Polit-Talk mit Louis Klamroth, n-tv (2016 bis Dezember 2019)
- Meilensteine der Mediengeschichte, Doll erklärt mit Aron Doll, [Rückwärts] mit Lukas Heinser für medien360g, dem Medienkompetenzportal des MDR, (2017)
- Die Sofa-Richter, SWR (2016–2019)
- Shuffle mit Lena Liebkind, ARD one (2016–2018)
- Caren Miosga interviewt... mit Caren Miosga, NDR (2016)
- So! Muncu! – Talk-Show mit Serdar Somuncu, n-tv (Oktober 2015 bis Dezember 2019)
- Gysi und... mit Gregor Gysi, n-tv (2015)
- 17,50 – ungezwungen fernsehen, WDR (2015)
- KiKa Live mit Musikexperte Klaus Kauker, KiKa (2013–2014)
- Tagesschaum mit Friedrich Küppersbusch, WDR (2013)
- 4 Gewinnt, n-tv (2011)
- Es geht um mein Leben! mit Pierre M. Krause, EinsPlus (2011)
- log in, ZDFinfo (2010–2014)
- TV-Helden, RTL (2009)[8]
- Unter den Linden mit Heiner Bremer, n-tv (2007–2013)
- Glotz & Geißler mit Peter Glotz und Heiner Geißler, n-tv (2005)
- Der große Deutsch-Test mit Hape Kerkeling, RTL (2004, 2005)[9]
- Das Duell mit Heiner Bremer, n-tv (2003–2016)
- Maischberger mit Sandra Maischberger, n-tv (2003)
- Privatfernsehen – Fernsehmagazin des WDR (1996–1997)

### Dokumentationen und Reportagen
- Fußball in Zeiten des Kriegs[10] – Reportage von Max Neidlinger, ZDF Sportstudio Reportage (2022)
- Der Schatz des Kaisers – Streit ums Hohenzollern-Erbe[11] – Dokumentation von Frank Diederichs und Marco Irrgang, ZDFinfo (2022)
- Grokos, Krisen, Kompromisse – Die Ära Merkel[12] – Dokumentation von Aron Doll und Felix Wolf, ZDFzoom (2021)
- Leben ohne Zuhause – Wenn das Geld nicht zum Wohnen reicht[13] – Reportage von Max Neidlinger ZDFzoom (2021)
- Das Maut-Desaster[14] – Reportage von Aron Doll und Ursel Sieber, ZDFzoom (2020)
- Hitlers Sklaven[15] - dreiteilige Doku-Reihe von Frank Diederichs, ZDFinfo (2020)
- Das Ende der Volksparteien[16] – dreiteilige Doku-Reihe, ZDFzoom (2019)
- Das Fielmann-Imperium[17], ZDFzeit (Juni 2019)
- Volksparteien a. D.[18] – Dokumentation, ZDFinfo (von Frank Diederichs, 2019)
- Wir sind Geschichte[19] – sechsteilige Geschichtsdokumentation mit Moritz Harms, n-tv (2019–2021)
- DDR – die entsorgte Republik[20] von Frank Diederichs, ARD (Oktober 2019)
- OBI, Dehner & Co. – Der große Gartencenter-Check, ZDFzeit (März 2019)
- Der Mensch von morgen  –  Ein evolutionärer Reisebericht[21] von Tom Theunissen, SWR (Juli 2017)
- Wie korrupt ist Deutschland, ZDFzeit (April 2016)
- Schreiber vor Ort mit Constantin Schreiber, n-tv (2016)
- Könnes kämpft mit Dieter Könnes, WDR (2012–2016)
- Der große Toleranztest[22] mit Ulrich Crüwell, ProSieben (2012)
- Lebenslänglich Todesstrafe produziert von Friedrich Küppersbusch, ZDF 37 Grad Reportage (2009)
- Die Qual der Wahl von Frank Diederichs, ZDF Kulturzeit (2009)
- Retten Sie unser Hotel, NDR (2008)
- Raus aus den Schulden, RTL (2007)
- meine WM, Premiere (2006)
- Druck machen von Frank Diederichs, arte (2005)
- Ich war hier, NDR/3sat (2004)
- Alles kommt wieder von Tom Theunissen, Birgit Quastenberg, Frank Diederichs und Jens Lindemann, ZDF (2003)
- Der müde Stürmer von Tom Theunissen, ZDF 37 Grad Reportage (2000)